# Tribunal Russell sur la Palestine
Le Tribunal Russell sur la Palestine (TRP) — en anglais : Russell Tribunal on Palestine (RToP) — est un tribunal d'opinion pro-palestinien fondé en mars 2009, pour « mobiliser les opinions publiques pour que les Nations unies et les États membres prennent les mesures indispensables pour mettre fin à l’impunité de l’État d’Israël, et pour aboutir à un règlement juste et durable de ce conflit ».

## Naissance
Ses promoteurs sont Ken Coates, président de la Fondation Bertrand Russell œuvrant pour la paix, Nurit Peled, une israélienne enseignant à l'université hébraïque de Jérusalem, et Leila Shahid, déléguée générale de l'Autorité Palestinienne auprès de l'Union Européenne.

« L'humanité s'est transformée en une grande famille, donc nous ne pouvons pas assurer notre prospérité si nous ne garantissons pas la prospérité de tous. Si vous voulez être heureux, vous devez vous résigner à voir les autres aussi heureux », Bertrand Russell, 1872-1970

Inauguré en présence de Stéphane Hessel, ambassadeur de France, qui assiste en son temps aux séances de rédaction de la Déclaration universelle des droits de l'homme, son objectif affiché est de « réaffirmer la primauté du droit international comme base du règlement du conflit israélo-palestinien ».
Il est créé sur le modèle du Tribunal Russell, appelé également Tribunal de Stockholm, proclamé à propos de la guerre du Viêt Nam par Bertrand Russell et Jean-Paul Sartre. D'autres tribunaux Russel-Sartre ont été mis en place, utilisant ce même modèle tels le Tribunal Russell sur l'Amérique latine, le Tribunal Russel sur l'Irak ou sur l'Ukraine de l'Est qui se sont étendus sur des temps de sessions plus courts que ceux pour la Palestine.
Le Tribunal Russel sur la Palestine fonde son action sur le droit international et en particulier sur l’avis de la Cour internationale de Justice du 9 juillet 2004 et les résolutions du Conseil de sécurité de l’Organisation des Nations unies (ONU).
Deux années de contacts sont nécessaires pour constituer le Comité de parrainage.

### Comités d'appui
Des comités d'appui du travail du Tribunal sont nés en avril 2009 en France, en Allemagne, en Belgique, en Irlande, en Suisse, au Luxembourg, en Afrique du Sud, au Royaume-Uni et en Espagne. En France, un comité national d'appui (CNA) a été créé par des associations telles que le MRAP, l’AFD, l’AFPS.

### Association belge
En avril 2011, l'association se convertit en un organisme sans but lucratif (ASBL) ayant un statut légal à Bruxelles (15 rue Stévin), sous l'acronyme TRP, par un groupe de militants belges : l'ancien sénateur belge PS non élu Pierre Galand, l'ancien professeur de comptabilité et formateur syndicaliste à la FGTB Jacques Michiels, le professeur d'arts martiaux Jacques Debatty, la secrétaire générale de l'association belge-palestinienne (ABP) Nadia Farkh, le physicien Henri Eisendrath et Roseline Sonet. Galand est nommé président et administrateur de l'association, Michiels trésorier et Debatty secrétaire. Ils sont rejoints par Frank Barat.

## Organisation des différentes sessions

### Financement
En 2011, Pierre Galand indique que la session du tribunal au Cap du tribunal de novembre 2011 a un budget de 190 000 € dont 100 000 € donnés par les Editions Indigène. S'y ajoutent plus de 15 000 €  soulevée lors d'une collecte de fonds par un comité de soutien belge du Tribunal Russell, le 24 septembre 2011. La Fondation Caipirinha indique le TRP comme un récepteur de subventions mais ne divulgue pas de détails à ce sujet[réf. souhaitée].

### Préparatifs
Les organisateurs ont annoncé que l'année 2009 serait occupée à des travaux d'investigations. La composition du jury n'était pas alors encore arrêtée.
Au cours d'une conférence de presse, le 24 juillet 2009, l'information a été donnée selon laquelle le gouvernement de Catalogne aurait accepté d'accueillir la première session du tribunal. Selon Leïla Shahid, « les organisateurs ont décidé d’avoir plusieurs sessions de ce Tribunal dans différents continents et dans différentes villes ».
Selon les vœux de Ken Coates du Comité organisateur, le tribunal pourrait appuyer l'appel  « Boycott, désinvestissement et sanctions » (BDS) et, selon les vœux de Jean Ziegler, agir pour permettre au Conseil de sécurité de saisir le procureur de la Cour pénale internationale.

### Première session: Barcelone
Le tribunal a tenu sa première session le 1, 2 et 3 mars 2010, à Barcelone. Le tribunal « s’est penché sur les complicités et manquements de l’Union européenne et ses États membres dans la prolongation de l’occupation des Territoires palestiniens et les violations par Israël des droits du peuple palestinien ».

### Deuxième session: Londres
Une deuxième session a été organisée à Londres, le 20 novembre 2010, sur le thème de la complicité des entreprises dans les violations des droits de l'homme et du droit international humanitaire commises par Israël. La question du boycott et de la démarche « Boycott, désinvestissement et sanctions » y a été fortement posée par les intervenants.

### Troisième session: Le Cap
Une troisième session a été organisée au Cap, en Afrique du Sud du 5 au 7 novembre 2011. Elle a abordé la question suivante : « Les pratiques d’Israël envers le peuple palestinien violent-elles l’interdiction internationale de l’apartheid ? ». En effet, la notion juridique d'apartheid apparaît dans des textes des Nations unies et dépasse le strict cadre historique et géographique de l'Afrique du Sud.
Cette troisième session se préparait au moment où la question de la reconnaissance par l'ONU de l'État palestinien est posée. En 2011, le Tribunal Russell sur la Palestine « entend participer activement à la restauration des droits du peuple palestinien ».

#### Oppositions
Après la session au Cap, l'ancien vice-président à la Knesset, (en) Otniel Schneller, dépose une plainte auprès du comité d'éthique du Parlement israélien contre la députée arabe israélienne à la Knesset, Hanin Zoabi, qui a déclaré au Tribunal Russel qu'« Israël est un Etat d'apartheid »[réf. nécessaire].
Un groupe de Juifs sud-africains a aussi protesté contre cette Cour que l'organisateur de la manifestation a appelée « Cour Kangourou »[réf. nécessaire].

### Quatrième Session: New York
La quatrième et dernière session internationale a eu lieu à New York, les 6, 7 et 8 octobre 2012. Cette session a passé en revue l'échec de l'ONU à mettre en œuvre toutes les résolutions pertinentes qui devraient conduire à la pleine reconnaissance des droits du peuple palestinien. Elle a analysé et dénoncé les complicités et omissions des États tiers, en particulier des États-Unis, dans leur refus d'accorder aux Palestiniens les mêmes droits à l'indépendance que les autres nations de la région, y compris Israël.

### Session finale: Bruxelles
La session finale a eu lieu à Bruxelles les 16 et 17 mars 2013, pour faire la synthèse des différentes audiences. Un hommage y a été rendu à Stéphane Hessel.

### Session extraordinaire: Bruxelles
Lors de la session extraordinaire tenue à Bruxelles le 24 et 25 septembre 2014, le Tribunal Russell conclut que le crime d’incitation au génocide et des crimes contre l’humanité ont été commis à Gaza durant l’Opération Bordure Protectrice deux mois plus tôt.

## Critiques
Le magazine de culture juive Heeb (en), dont un rédacteur a assisté à une conférence du Tribunal, a dénoncé une démarche biaisée visant à condamner Israël d'emblée[source insuffisante].[non neutre]

## Membres du Comité de parrainage
Le Tribunal Russell sur la Palestine revendique le parrainage des personnalités suivantes.

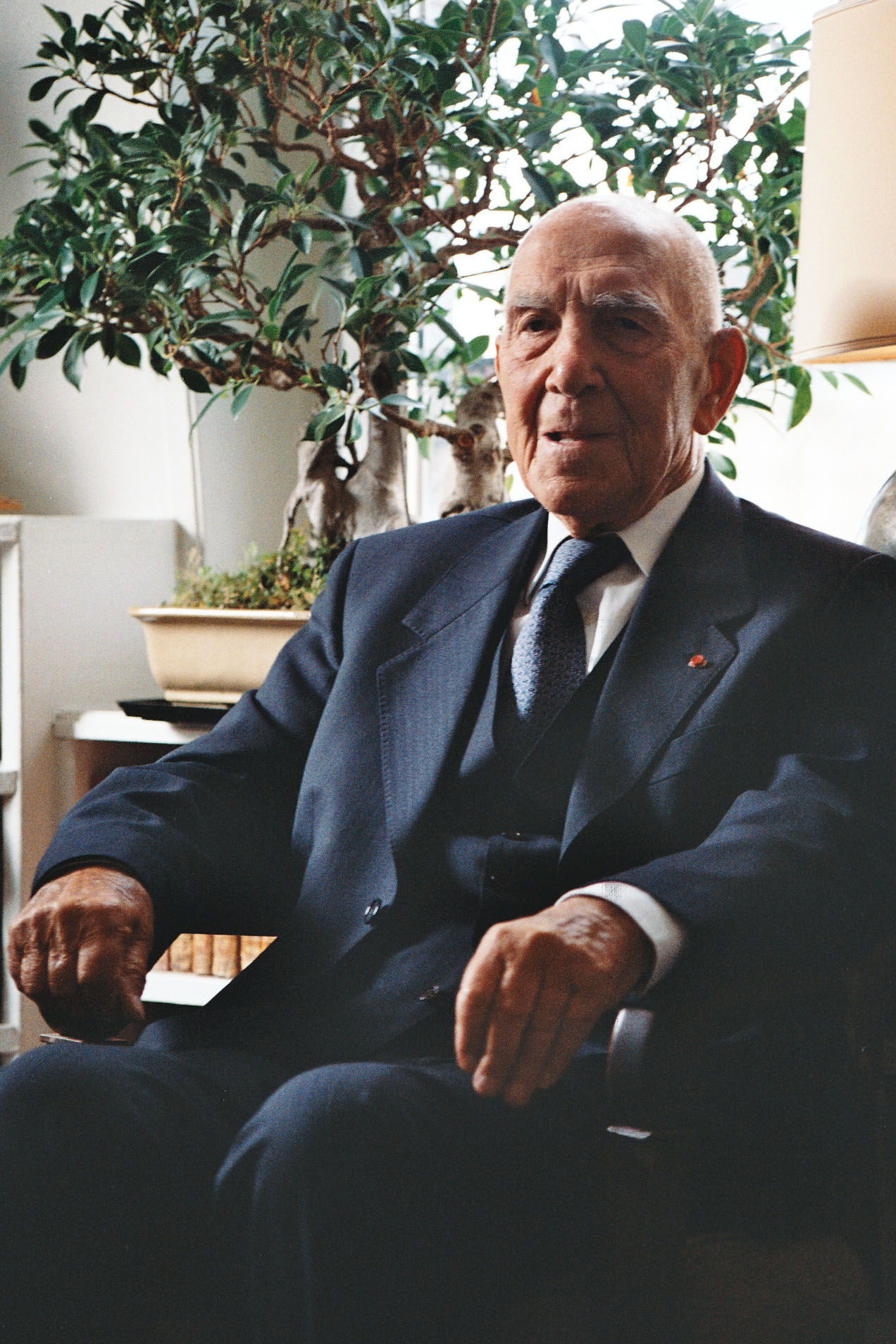
Stéphane Hessel lors d'un point presse sur le Tribunal Russell pour la Palestine, juillet 2010

- Dries van Agt, ancien Premier ministre, Pays-Bas
- Agnès B, créatrice de mode, France
- Tariq Ali, écrivain, Royaume-Uni
- Henri Alleg (†), journaliste, France
- Martin Almada, avocat et écrivain, Paraguay
- Kader Asmal (†), professeur, ancien ministre, député, Afrique du Sud
- Raymond Aubrac (†), ancien résistant, France
- Étienne Balibar, professeur émérite, France
- Anna Balletbò, présidente de la Fondation internationale Olaf Palme, Espagne
- Russell Banks, écrivain, États-Unis
- Mohammed Bedjaoui, ancien président de la Cour internationale de justice de La Haye, ancien ministre des Affaires étrangères, Algérie
- Harry Belafonte, chanteur, Etats-Unis
- Ahmed Ben Bella (†), ancien président de la République algérienne démocratique et populaire
- Amar Bentoumi (†), président émérite de la Fédération internationale des juristes démocrates, Algérie
- John Berger (†), écrivain, Royaume-Uni
- Karl Blecha, ancien ministre de l'Intérieur, Autriche
- Boutros Boutros-Ghali (†), ancien secrétaire général de l'ONU, Égypte
- Howard Brenton, écrivain, Royaume-Uni
- Carmel Budiardjo(†), Right Livelihood Award 1995, Royaume-Uni
- Judith Butler, professeure, États-Unis
- Éric Cantona, sportif, acteur, France
- Franco Cavalli, ancien président de l'Union internationale contre le cancer, Suisse
- Monique Chemillier-Gendreau, professeur émérite, France
- Noam Chomsky, professeur au MIT, États-Unis
- Julie Christie, actrice, Royaume-Uni
- Vincenzo Consolo (†), écrivain, Italie
- Jonathan Cook, écrivain et journaliste, Israël
- Georges Corm, écrivain, ancien ministre des finances, Liban
- Mairead Corrigan Maguire, Prix Nobel de la Paix 1976, Irlande du Nord
- John Dugard, ancien rapporteur spécial de l'ONU sur la Palestine, Afrique du Sud
- Sonallah Ibrahim Elorfally, écrivain, Égypte
- Miguel Angel Estrella, pianiste, ambassadeur à l'UNESCO, Argentine
- Irène Fernandez (†), Right Livelihood Award 2005, Malaisie
- Norman Finkelstein, écrivain, États-Unis
- Cees Flinterman, directeur de l'Institut néerlandais des droits de l'homme, Pays-Bas
- Eduardo Galeano (†), écrivain, Uruguay
- Johan Galtung, fondateur et codirecteur de Transcend, Right Livelihood Award 1987, Norvège
- Géraud de Geouffre de La Pradelle (†), professeur émérite, France
- Juan Goytisolo (†), écrivain, Espagne
- Trevor Grifﬁths, écrivain, États-Unis
- Gisele Halimi(†), avocate, ancien ambassadeur à l'UNESCO, France
- Jeff Halper, coordinateur de l'ICAHD, Israël
- Mohammed Harbi, historien, Algérie
- Éric Hazan, écrivain et éditeur, France
- Stéphane Hessel (†), ambassadeur de France, France
- François Houtart(†), professeur émérite, Belgique
- Albert Jacquard (†), professeur, France
- Alain Joxe, directeur d'études à l'EHESS, France
- Assaf Kfoury, professeur, États-Unis
- Naomi Klein, écrivaine, Canada
- Milan Kučan, ancien président, Slovénie
- Erwin Lanc, ancien ministre des Affaires étrangères, Autriche
- Felicia Langer(†), avocate, écrivain, Right Livelihood Award 1990, Allemagne
- Paul Laverty, scénariste, Royaume-Uni
- Ken Loach, réalisateur de cinéma, Royaume-Uni[29]
- José Antonio Martín Pallín, magistrat émérite, Tribunal Supremo, Espagne
- François Maspero (†), écrivain, France
- Gustave Massiah, président du CRID, France
- Avi Mograbi, réalisateur de cinéma, Israël
- Radhia Nasraoui, défenseur des droits de l'homme, Tunisie
- Madame Nguyễn Thị Bình, ancienne vice-présidente du Vietnam
- Susie Orbach, professeure, États-Unis
- Willibald Pahr, ancien ministre des Affaires Étrangères, Autriche
- Simone Paris de Bollardière(† depuis 1986), Mouvement pour une alternative non-violente, France
- Ilan Pappe, professeur, Israël
- Tamar Pelleg-Sryck, défenseur des droits de l'homme, Israël
- Arthur Pestana, "Pepetela", écrivain, Angola
- Jeremy Pikser, écrivain, États-Unis
- Harold Pinter (†), écrivain, Prix Nobel de Littérature 2005, Royaume-Uni
- Rajagopal, président d'Ekta parishad, Inde
- François Rigaux (†), professeur émérite, Belgique
- Jacqueline Rose, professeure, Royaume-Uni
- Éric Rouleau (†), écrivain, ancien ambassadeur, France
- François Roux, avocat, France
- Jean Salmon, professeur émérite, ULB, Belgique
- Elias Sanbar, écrivain, Palestine
- José Saramago (†), Prix Nobel de Littérature 1998, Portugal
- Jitendra Sharma, avocat, président de l'Association internationale des avocats démocrates, Inde
- Vandana Shiva, Right Livelihood Award 1993, Inde
- Sulak Sivaraksa, professeur, Right Livelihood Award 1995, Thaïlande
- Raji Sourani, vice-président de la Fédération internationale des droits de l'homme, Palestine
- Philippe Texier, magistrat et membre de la Commission des droits de l'homme de l'ONU, France
- Gérard Toulouse, physicien, France
- Andy de la Tour, acteur et scénariste, Royaume-Uni
- Sir Brian Urquhart (†), ancien adjoint au Secrétaire général de l'ONU, Royaume-Uni
- Itala Vivan, professeur, Italie
- Naomi Wallace, auteur dramatique et scénariste, États-Unis
- Michel Warschawski, militant, Israël
- Francisco Whitaker, Right Livelihood Award 2006, Brésil
- Betty Williams (†), Prix Nobel de la Paix 1976, Irlande du Nord
- Jody Williams, Prix Nobel de la Paix 1997, États-Unis
- Zebda, groupe de musique, France
- Jean Ziegler, sociologue, Suisse